# Lili Kraus
Lili Kraus (ur. 4 marca 1903 w Budapeszcie, zm. 6 listopada 1986 w Asheville w Karolinie Północnej) – brytyjska pianistka pochodzenia węgierskiego.

## Życiorys
Studiowała w Akademii Muzycznej w Budapeszcie u Béli Bartóka i Zoltána Kodálya, studia ukończyła w 1922 roku z wyróżnieniem. W latach 1925–1927 była uczennicą Edwarda Steuermanna w Wiedniu. Od 1930 do 1934 roku studiowała w Berlinie u Artura Schnabla. Od 1926 roku występowała jako pianistka, grając jako solistka z czołowymi orkiestrami europejskimi.  Od 1930 roku grała w duecie ze skrzypkiem Szymonem Goldbergiem. W 1942 roku podczas tournée koncertowego na Jawie została internowana przez wojsko japońskie. Po 1945 roku występowała w Australii i Nowej Zelandii. W 1948 roku osiadła w Wielkiej Brytanii i otrzymała brytyjskie obywatelstwo. W sezonie 1966/1967 występowała w Nowym Jorku wykonując wszystkie koncerty fortepianowe W.A. Mozarta, po czym osiadła na stałe w Stanach Zjednoczonych. Od 1968 do 1983 roku wykładała na Texas Christian University w Fort Worth. Otrzymała doktoraty honoris causa Roosevelt University w Chicago (1969) i Williams College w Williamstown (1975).
Zasłynęła jako interpretatorka klasyków wiedeńskich oraz utworów Schuberta, Schumanna i Bartóka. Dokonała licznych nagrań płytowych. Zredagowała wydania oryginalnych kadencji do koncertów fortepianowych W.A. Mozarta.